# Robert Geiss

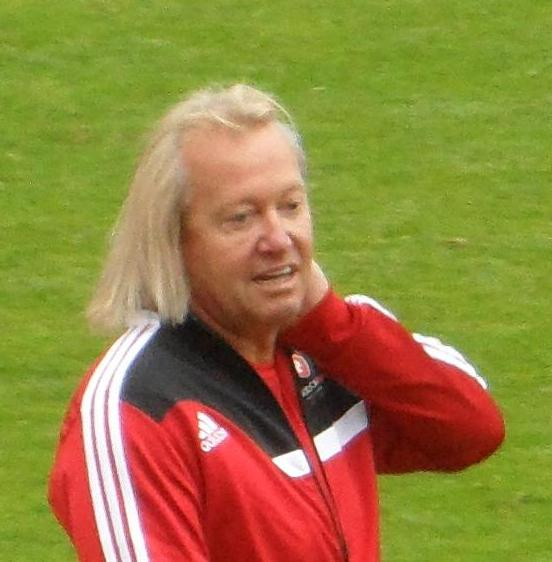
Robert Geiss bei einem Benefiz-Fußball-Spiel, 2013

Robert Friedrich Geiss (* 29. Januar 1964 in Köln) ist ein deutscher Unternehmer und Fernsehdarsteller. Bekannt wurde er durch die  deutsche Reality-TV-Fernsehsendung Die Geissens – Eine schrecklich glamouröse Familie.

## Leben
Geiss ist der Sohn des ehemaligen Schaustellers Reinhold Geiss. Er stieg nach Abschluss der Hauptschule in das Familiengeschäft ein. 1986 gründete er mit seinem Bruder Michael Geiss das Sportbekleidungsunternehmen Uncle Sam, das Mode für Bodybuilder anbot. 1994 heiratete er die damalige Fitnesstrainerin Carmen Schmitz, mit der er die Töchter Davina (* 2003) und Shania (* 2004) hat. 1995 verkaufte er die Marke Uncle Sam für rund 140 Millionen DM. Die Anteile wurden auf ihn und seinen Bruder aufgeteilt. Aus steuerlichen Gründen verlegte er seinen Hauptwohnsitz nach Monaco. 2004 kaufte sein Bruder Michael Geiss die Marke zurück; sie wird (Stand: 2017) von der LicUS GmbH mit Sitz in Norderstedt vertrieben. Robert Geiss erhielt daraufhin sechs Prozent der Jahreseinnahmen vertraglich zugestanden.
Seit 2011 sind Robert Geiss und seine Familie Hauptdarsteller der Fernsehsendung Die Geissens – Eine schrecklich glamouröse Familie, die vorgibt, die Reisen und den luxuriösen Alltag der Familie Geiss zu dokumentieren. Seit Oktober 2015 ist er mit seiner Firma Geiss TV GmbH Produzent der Sendung, für die er (Stand: 2017) von RTL II etwa 2,5 Millionen Euro pro Staffel verlangt.
Im März 2013 kehrte Geiss mit der neuen Marke Roberto Geissini ins Modegeschäft zurück.
Die Familie kaufte, renovierte oder sanierte und verkaufte auch Luxusimmobilien. Geiss eröffnete im Mai 2015 in Grimaud bei St. Tropez an der Côte d’Azur eine Hotelanlage namens Maison Prestige.
Im Mai 2013 veröffentlichte er gemeinsam mit seiner Frau und dem Koautor Andreas Hock die Autobiografie Von nix kommt nix.
Robert und Carmen Geiss warben zeitweilig als Werbeträger, so etwa für Sonnenklar.TV. Sonnenklar.TV kündigte diesen Vertrag im Januar 2016, nachdem sich Carmen Geiss nach einer Empörung über die Veröffentlichung von Urlaubsfotos aus einem Slum in Kolumbien auf Facebook uneinsichtig gezeigt hatte. Von 2014 bis 2016 wirkte das Ehepaar an einer Werbekampagne von Verivox mit.
Geiss litt laut eigenen Angaben zeitweise an einer Spielsucht.
Seit 2022 besitzen Robert und Carmen Geiss neben ihrem Wohnsitz bei Monaco und einem Landhaus in Ramatuelle bei St. Tropez auch eine Wohnung in Dubai.  Am 14. Juni 2025, in der Nacht zum Sonntag, brachen vier bewaffnete Männer in das Anwesen in Saint-Tropez ein, entwendeten Wertgegenstände und verletzten die Eheleute Geiss.

## Veröffentlichungen
- Carmen Geiss und Robert Geiss mit Andreas Hock: Von nix kommt nix: Voll auf Erfolgskurs mit den Geissens. Heyne, München 2013, ISBN 978-3-453-68010-4.